# Martin Sauer
Martin Sauer (født 17. december 1982) er en tysk styrmand i roning. Han har vundet en lang række medaljer inden for sin sport. 
Sauers første store resultat var guldmedalje ved junior-VM i otteren i 2000. Året efter var han med til at vinde VM-bronze i letvægtsotteren som senior, og i 2003 var han styrmand i fireren, der vandt guld ved U/23-VM, mens han ved U/23-VM i 2004 var med til at vinde guld med otteren.
Som senior var Sauer styrmand i fireren, der vandt VM-bronze i 2005, VM-guld i 2006 og igen VM-bronze i 2007. I 2008 kom han med i den tunge otter, der blev nummer fire ved EM og nummer otte ved OL i Beijing. Han har siden udelukkende været styrmand i otteren og dermed været en del af den succesrige båd gennem mere end et tiår. Således blev tyskerne verdensmester i 2009 og de følgende to år samt europamestre i 2010.
Tyskerne var derfor storfavoritter ved OL 2012 i London. De vandt også problemfrit deres indledende heat, og i finalen tog de spidsen fra starten og holdt den, skønt de øvrige både pressede godt på, især Canada, der vandt sølv, og Storbritannien på tredjepladsen.
I de følgende år var tyskerne suveræne på den europæiske scene, idet de vandt samtlige EM-guldmedaljer fra 2013 til og med 2020. Ved VM blev det til sølv i både 2013, 2014 og 2015. De var derfor igen – sammen med Storbritannien – blandt de store favoritter ved OL 2016 i Rio de Janeiro. De to favoritter vandt planmæssigt de to indledende heats, og i finalen viste briterne sig at være bedst. De vandt med over et sekunds forspring, mens tyskerne fik sølv foran hollænderne på tredjepladsen.
Efter OL 2016 satte de en tyk streg under deres suverænitet, idet de (ud over EM) vandt VM i 2017, 2018 og 2019. Sauer og den tyske otters seneste store resultat var sølvmedaljen ved OL 2020 (afholdt 2021) i Tokyo.